# Карлайл (округ, Кентуккі)
Шаблон:StateAbbr_ 36°51′ пн. ш. 88°59′ зх. д. / 36.85° пн. ш. 88.98° зх. д.
Округ  Карлайл (англ. Carlisle County) — округ (графство) у штаті  Кентуккі, США. Ідентифікатор округу 21039.

## Історія
Округ утворений 1886 року.

## Демографія
За даними перепису 
2000 року 
загальне населення округу становило 5351 осіб, усе сільське.
Серед мешканців округу чоловіків було 2610, а жінок — 2741. В окрузі було 2208 домогосподарств, 1575 родин, які мешкали в 2490 будинках.
Середній розмір родини становив 2,88.
Віковий розподіл населення поданий у таблиці:
| Стать    | До 15 років | 15-21 | 22-29 | 30-39 | 40-49 | 50-65 | 65-85 | Понад 85 |
| -------- | ----------- | ----- | ----- | ----- | ----- | ----- | ----- | -------- |
| Чоловіки | 515         | 256   | 243   | 383   | 362   | 448   | 354   | 49       |
| Жінки    | 494         | 250   | 221   | 355   | 394   | 452   | 474   | 101      |

## Суміжні округи
- Баллард — північ
- Маккракен — північний схід
- Ґрейвс — схід
- Гікмен — південь
- Міссісіпі, Міссурі — захід

## Виноски
1. ↑  U.S. Decennial Census. United States Census Bureau. Архів оригіналу за 26 квітня 2015. Процитовано 13 серпня 2014.
2. ↑  Historical Census Browser. University of Virginia Library. Архів оригіналу за 30 травня 2019. Процитовано 13 серпня 2014.
3. ↑  Population of Counties by Decennial Census: 1900 to 1990. United States Census Bureau. Архів оригіналу за 13 жовтня 2014. Процитовано 13 серпня 2014.
4. ↑  Census 2000 PHC-T-4. Ranking Tables for Counties: 1990 and 2000 (PDF). United States Census Bureau. Архів оригіналу (PDF) за 18 грудня 2014. Процитовано 13 серпня 2014.
5. ↑  State & County QuickFacts. United States Census Bureau. Архів оригіналу за 8 липня 2011. Процитовано 6 березня 2014.(англ.) Наведено за англійською вікіпедією.
6. ↑  American FactFinder. Бюро перепису населення США. Архів оригіналу за 29 липня 2011. Процитовано 31 січня 2008.

| США | Це незавершена стаття з географії США. Ви можете допомогти проєкту, виправивши або дописавши її. |